# Phytobia rabelloi
Phytobia rabelloi är en tvåvingeart som beskrevs av Spencer 1966. Phytobia rabelloi ingår i släktet Phytobia och familjen minerarflugor. Inga underarter finns listade i Catalogue of Life.